# Egelolf I d'Urselingen
Egelolfus d'Urselingen o Egelolf I d'Urselingen fou el primer senyor de Rappolstein. Era descendent del personatge d'origen italià que el 1020 va fundar el primitiu castell de Rappolstein.
És esmentat com a testimoni en diversos actes de 1163 a 1185, entre altres als diplomes de l'emperador Frederic Barba-roja, l'un redactat el 1166 per al monestir d'Ilbenstadt, l'altre de 1170 per a l'església de Coira, el tercer de 1174 per a l'abadia de Neuburg. Es va casar amb Emma, una rica hereva alsaciana, morta el 1156, en terres de la qual s'havia construït el castell de Rappolstein. El 1176, Egelolf i la seva segona esposa Gertrudis es comptaven entre els benefactors de l'Abadia de Pairis (a la Vall d'Orbey). Aquest nom encara és mencionat en les subscripcions de la carta de Frederic, duc d'Alsàcia per al convent de Truttenhausen, el 1181, i figura en un acte de 1185, de Bertold V de Zähringen últim duc de Zähringen, entre els seus vassalls. El mateix any, és recordat en un diploma de l'emperador Frederic, datat a Colmar i en les cartes d'Enric, bisbe d'Estrasburg. Segons el Fragmentum historicum, Egelolf va lliurar el 8 de novembre de 1178, un combat sagnant contra Cunó d'Horburg, prop de Logelheim (Neuf-Brisach).
Va morir cap a l'any 1186 o 1187 i el va succeir Ulric d'Urselingen

## Nota
1. ↑  Abadia cistercenca fundada cap a 1138 en el fons del sot del Noirrupt. L'abadia rebé del comte d'Eguisheim vastes terres situades entre el llac Blanc i el llac Negre i va mantenir amb la població d'Orbey estretes relacions. Al segle xvi l'abadia estava en ple declivi a conseqüència de la pujada del protestantisme adoptat pels Rappolstein